# Dawid Cur
Dawid Cur (hebr.: דָּוִד צוּר‬, ang.: David Tzur, David Tsur ur. 12 lipca 1959 w Stambule) – izraelski policjant, wojskowy, przedsiębiorca i polityk, w latach 2013–2015 poseł do Knesetu z listy partii Ruch.

## Życiorys
Urodził się 12 lipca 1959 w Stambule, w Turcji.
Wraz z rodziną wyemigrował do Izraela. Służbę wojskową zakończył w stopniu majora. Ukończył politologię na Uniwersytecie Telawiwskim. Przez wiele lat pracował w izraelskiej policji, kończąc ją w stopniu generała-majora. Następnie założył i prowadził przedsiębiorstwo zajmujące się ochroną i bezpieczeństwem.
W wyborach parlamentarnych w 2013 po raz pierwszy i jedyny dostał się do izraelskiego parlamentu z listy Ruch. W dziewiętnastym Knesecie zasiadał przewodniczył trzem podkomisjom i zasiadał w kilku komisjach parlamentarnych. W przyśpieszonych wyborach w 2015 utracił miejsce w parlamencie.